# ستيوارت جولد
ستيوارت جولد (بالإنجليزية: Stuart Gauld)‏ هو لاعب كرة قدم بريطاني في مركز الوسط، ولد في 26 مارس 1964 في إدنبرة في المملكة المتحدة. لعب مع باتريك أتلتيك وديري سيتي وغلينافون ونادي فين هاربز وهارت أوف ميدلوثيان.